# Beedon
Beedon est une paroisse civile et un village du Berkshire, en Angleterre.